# Florida Baja
Florida Baja es un barrio de la ciudad española de Alicante, denominado popularmente como "La Florida". Según el padrón municipal, cuenta en el año 2022 con una población de 10 781 habitantes (5642 mujeres y 5139 hombres). Su código postal es el 03007 y está incluido en el distrito 3 de la capital alicantina. Es colindante con Ciudad de Asís al oeste, Florida Alta al norte, San Fernando-Princesa Mercedes al este y Polígono Babel al sur.
En este barrio se encuentra uno de centros comerciales de la ciudad, el Puerta de Alicante.

## Población
Según el padrón municipal de habitantes de Alicante, la evolución de la población del barrio de Florida Baja en los últimos años, del 2011 al 2022, tiene los siguientes números:
|              | 2011  | 2012  | 2013  | 2014  | 2015  | 2016   | 2017  | 2018  | 2019  | 2020  | 2021  | 2022  |
| ------------ | ----- | ----- | ----- | ----- | ----- | ------ | ----- | ----- | ----- | ----- | ----- | ----- |
| Población    | 10817 | 10890 | 10898 | 10873 | 10896 | 10720  | 10763 | 10829 | 10903 | 10918 | 10874 | 10781 |
| (Diferencia) |       | (+73) | (+8)  | (-25) | (+23) | (-176) | (+43) | (+66) | (+74) | (+15) | (-44) | (-93) |

## Historia

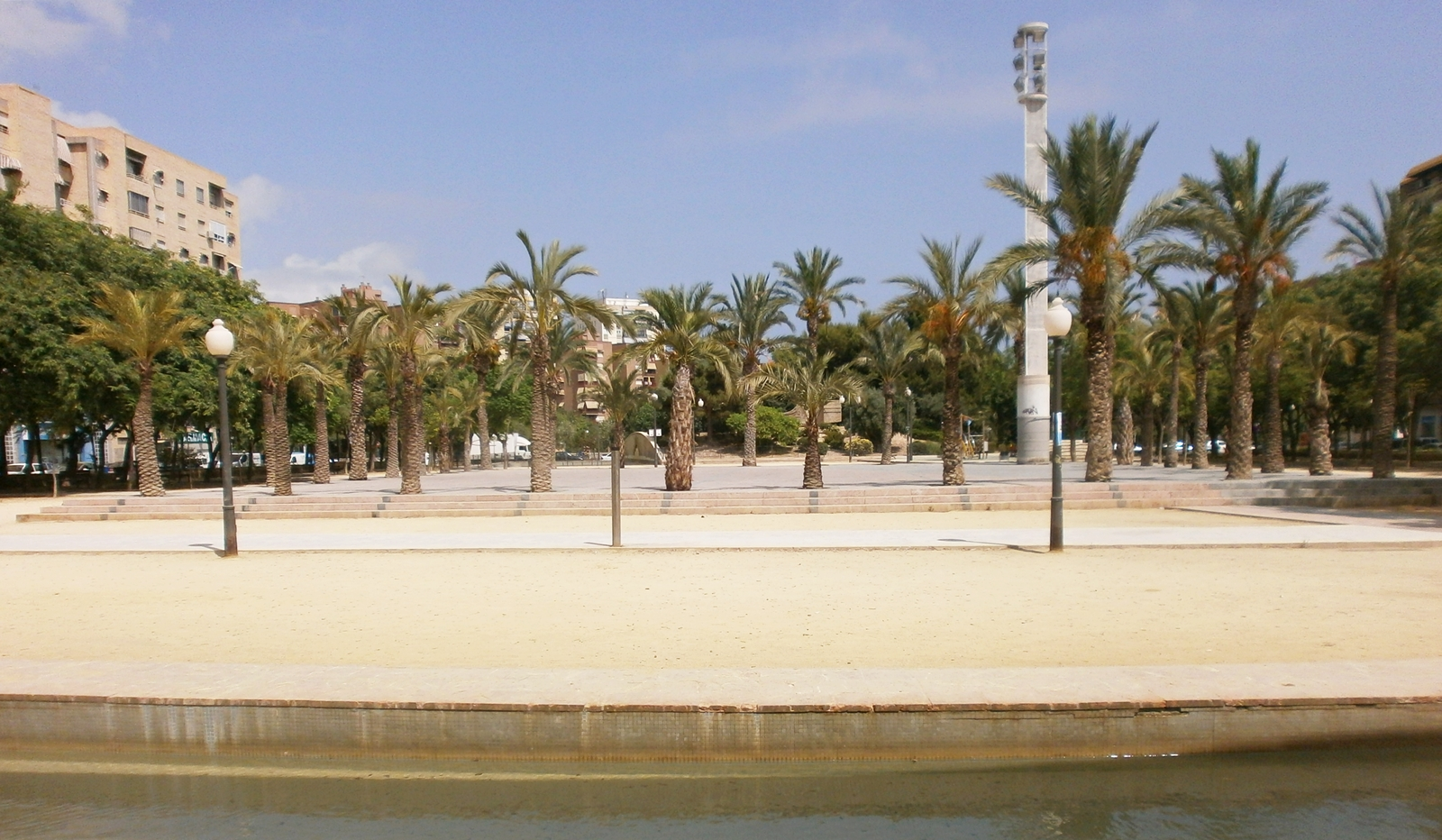
La plaza de Florida-La Viña

El barrio fue proyectado en 1918 por el arquitecto municipal Francisco Fajardo Guardiola, quien puso a sus calles nombres de constelaciones y estrellas, y donde construyó numerosos edificios.
Dentro de sus límites existieron elementos de importancia, como el estadio del Hércules C.F., llamado entonces "La Viña" por su propietario, Casimiro de la Viña (Fundador del Club Natación Alicante), donde posteriormente se construiría la actual plaza de Florida-La Viña. Dicho campo tuvo diversos nombres (El Vaticano, El Portazgo), pero en 1947, consolidado como La Florida, volvió a abrir sus puertas rebautizado como La Viña. Fue utilizado por el Lucentum C.F, Club Natación Alicante, Hércules C.F., Alicante Club de Fútbol, Hércules de nuevo y finalmente, Hércules y Alicante, hasta su desaparición en el año 1974. También se encontraba en el barrio la antigua prisión provincial de Alicante, construida según el proyecto del entonces arquitecto titular de la Dirección General de Prisiones, Vicente Agustí Elguero, entre 1923 y 1925. Durante muchos años fue conocida popularmente como la "la casa prisión de José Antonio", debido a que en este lugar fue fusilado José Antonio Primo de Rivera en 1936. En la actualidad, el edificio se encuentra remodelado casi por completo y alberga una residencia juvenil dependiente del Instituto Valenciano de la Juventud (IVAJ).